# ミチシルベ〜a road home〜
「ミチシルベ〜a road home〜」（ミチシルベ〜ア・ロード・ホーム〜）は、日本のロックバンド・ORANGE RANGEの5枚目のシングル。

## 概要
ORANGE RANGEの楽曲として初めてオリコン週間1位を達成した曲である。このシングルから『チャンピオーネ』まで9作連続首位獲得。これは2001年以降にデビューしたロックバンドの中では最高記録である。また初の月間1位も獲得した。
NAOTOのクレジット欄は｢guitar｣のみであった。
レーベルゲートCD2仕様。のちに通常CDとして再発された。

## 収録曲
- 作詞・作曲:ORANGE RANGE

1. ミチシルベ〜a road home〜 [5:12]
CX系ドラマ『FIRE BOYS 〜め組の大吾〜』の主題歌。自身初のドラマタイアップとなった。
インディーズ時代の曲のリメイクであり、カップリングの2曲とはそれぞれ対比された作りとなっている。
2. ZUNG ZUNG FUNKY MUSIC [3:48]
前作に続いて第一興商「メロDAM」のCMソング。
YAMATO作詞。YOHが初めて5弦ベースを使用している。
PVではマイケル・ジャクソンを意識したキャラクターが踊っている。メンバー未出演。
3. 山内公園 [3:43]
メンバーがバスケットボールをするために集まっていた同名の公園がモチーフ。「『ミチシルベ』が理想なら、これは現実」と、メンバーは語っている。
本バンドの曲としては珍しくRYOがリードボーカルである。
4. ミチシルベ〜a road home・ryukyudisco remix〜 [4:43]
RYUKYUDISKOによるリミックスバージョン。

## 関連情報

### 収録アルバム
- ミチシルベ〜a road home〜
  - musiQ
  - ORANGE
  - ALL the SINGLES
- ZUNG ZUNG FUNKY MUSIC
  - musiQ
  - ORANGE
- 山内公園
  - 裏 SHOPPING（歌い直しがされている）

### タイアップ
- ドラマ「FIRE BOYS 〜め組の大吾〜」主題歌 (M-1)
- 第一興商「メロDAM」CMソング (M-2)